# Кикути, Кота
Кота Кикути (яп. 菊池耕太 англ. Kota Kikuchi, родился 24 января 1997 года, в Минамимаки, префектура  Нагано)) — конькобежец, специализирующийся в шорт-треке. Участвовал в зимних Олимпийских играх 2022 года.

## Спортивная карьера
Кота Кикути начал кататься на коньках на катке рядом с домом в возрасте 9-ти лет вместе со своим старшим братом Теппэем, когда учился в 4-м классе начальной школы. 
В марте 2014 года впервые участвовал на юниорском чемпионате мира в Эрзуруме и выиграл бронзу в эстафете. Параллельно он участвовал на этапах Кубка мира по конькобежному спорту и в ноябре в Калгари занял 3-е место на дистанции 3000 м и 2-е место в масс-старте. В декабре стартовал на Кубке мира по шорт-треку в Сеуле и занял лучшее 16-е место в беге на 1500 м. 
В феврале 2015 года на втором своём юниорском чемпионате мира в Осаке в личном многоборье занял 14-е место и в эстафете поднялся с командой на 5-е место. В ноябре на Кубке мира по конькобежному спорту в Берлине выиграл бронзу в масс-старте. В январе 2016 года на чемпионате мира среди юниоров в Софии занял 20-е место в многоборье и 4-е в эстафете. 
Два следующих сезона Кота не показывал результатов, выступая на нескольких этапов Кубка мира в конькобежном спорте. Весной 2018 года на Всеяпонском чемпионате по шорт-треку на отдельных дистанциях Кота выиграл золотую медаль на дистанции 500 м, серебряную на 1500 м и бронзовую на 1000 м, а в декабре на Всеяпонском чемпионате по многоборью Кикути выиграл бронзу в беге на 500 м и занял 4-е место в общем зачёте и отобрался в национальную сборную на чемпионат мира.
В феврале 2019 года на Кубке мира в Дрездене и Турине он впервые попал на подиум, где занял 2-е места вместе с партнёрами в эстафете. В марте на чемпионате мира в Софии он занял 7-е место в эстафете и в абсолютном зачёте занял 14-е место. На Всеяпонском чемпионате взял золото на дистанции 500 м и бронзу в беге на 1000 м. В ноябре на Кубке мира в Нагое Кикути занял 5-е место на дистанции 1000 м, а в феврале 2020 года выиграл в смешанной эстафете бронзовую медаль.
На очередном Всеяпонском чемпионате по шорт-треку 2020 на отдельных дистанциях он вновь победил на дистанции 500 м и занял 6-е место на 1000 м. Из-за пандемии COVID-19 все международные соревнования в сезоне 2020/2021 были отменены. В сезоне 2021/22 на Всеяпонском чемпионате на отдельных дистанциях Кота занял 3-е места на дистанциях 500 м и 1500 м и отобрался на олимпиаду 2022 года. На Кубке мира в Дордрехте, проходящем в ноябре 2021 года поднялся на 8-е место в беге на 500 метров. 
В феврале на зимних Олимпийских играх в Пекине Кикути участвовал в беге 500 м и 1500 м и занял на обеих дистанциях 22-е места, а также 10-е место в смешанной эстафете.

## Семья
Его старший брат Теппэй Кикути также участвовал в шорт-треке на международном уровне и финишировал 7-м в эстафете на чемпионате мира 2019 года в Софии. Его двоюродный брат Дзюмпэй Ёсидзава представлял Японию в шорт-треке и участвовал в зимних Олимпийских играх 2010 года в Ванкувере.